# Алон (Вијена)
Алон (фр. Aslonnes) насеље је и општина у западној Француској у региону Поату-Шарант, у департману Вијена која припада префектури Поатје.
По подацима из 2011. године у општини је живело 1.021 становника, а густина насељености је износила 44,39 становника/km². Општина се простире на површини од 23 km². Налази се на средњој надморској висини од 130 метара (максималној 139 m, а минималној 81 m).

## Демографија
| 1962. | 1968. | 1975. | 1982. | 1990. | 1999. | 2011. |
| ----- | ----- | ----- | ----- | ----- | ----- | ----- |
| 429   | 448   | 487   | 629   | 700   | 890   | 1.021 |

График промене броја становника у току последњих година